# Indépendants d'action populaire
 (juillet 2022).
Si vous disposez d'ouvrages ou d'articles de référence ou si vous connaissez des sites web de qualité traitant du thème abordé ici, merci de compléter l'article en donnant les références utiles à sa vérifiabilité et en les liant à la section « Notes et références ».
Pour les articles homonymes, voir IAP.
Le groupe parlementaire des indépendants d'action populaire (IAP) est constitué à la Chambre des députés par 16 députés après le scrutin législatif de 1936. Le groupe est d'orientation chrétienne-sociale et centriste.
Issu du groupe des républicains du centre, actif pendant la législature précédente (1932-1936), les indépendants d'action populaire regroupent essentiellement les députés de l'Union populaire républicaine, le parti démocrate-chrétien alsacien, et ceux de l'Union républicaine lorraine, son pendant lorrain.